# I dodici abati di Challant
I dodici abati di Challant è un romanzo di Laura Mancinelli pubblicato per la prima volta da Einaudi nel 1981 e vincitore nel medesimo anno del Premio Mondello.
La storia è ambientata intorno alla fine del XIII secolo in un castello della Val d'Ayas, e dura un anno, dalla morte dell'anziano marchese all'incendio del castello.
L'unico ambiente esterno è il bosco; gli ambienti interni sono le stanze del castello.

## Storia editoriale
Mancinelli aveva già un rapporto consolidato con la casa editrice Einaudi, che aveva pubblicato molti dei suoi lavori precedenti. I dodici abati di Challant, che l'autrice aveva iniziato a stendere in una prima bozza già nel 1968, aveva nella casa editrice dello struzzo il più naturale editore.

## Trama
(Laura Mancinelli)
Un feudatario eredita un castello con la clausola di mantener fede a un severo obbligo di castità. Dodici abati si assumono il compito di vegliare sull'osservanza dell'impegno, ma scompaiono tutti in una successione di morti misteriose, vittime di banali ed emblematici incidenti.
Nel romanzo sono presentati molti personaggi: alcuni compaiono solo in un capitolo (come il mercante, l'inventore, l'astrologo), altri che ritornano dopo un po' di tempo per una breve apparizione (come il trovatore e il filosofo). Ognuno di essi rappresenta una classe sociale del Medioevo.

## Struttura
Esposizione
Vengono presentati i personaggi principali.
Esordio
Viene descritta la successione del feudo al duca Franchino di Mantova, la clausola del testamento e l’arrivo dei dodici abati.
Peripezie
Nell'arco di un anno si alternano diversi personaggi e muoiono tutti gli abati, uno dopo l’altro.
Scioglimento
Muore anche l'ultimo abate, il castello viene distrutto dall'incendio e i vecchi abitanti del castello sono liberi di intraprendere ognuno la propria strada, in particolare il duca, che è libero dall'impegno precedentemente impostogli. La fabula e l’intreccio non coincidono perché vi sono flash-back.
Il narratore è esterno e onnisciente; sono anche presenti dei narratori interni che corrispondono agli ospiti del castello.